# Харалд Харман
Ха̀ралд Ха̀рман (на немски: Harald Haarmann) е германски езиковед и културолог, живеещ и работещ във Финландия. Към края на 2023 г. библиографията на негови трудове обхваща, в оригинал и превод, 87 заглавия.

Харман е възпитаник на университетите в Хамбург, Бон, Коимбра и Бангор. Защитава докторантура в Бон през 1970 и професура в Трир през 1979. През различни периоди Харман преподава и извършва изследователска работа в университети в Германия и Япония. От 2003 е вицепрезидент на Института по археомитология, разположен в Себастопол, Калифорния, и директор на неговия европейски клон в Луумаки, Финландия.
Във фокуса на неговата изследователска дейност е Стара Европа, такава каквато са я разкрили Гордън Чайлд и Мария Гимбутас и за която той най-често пише като за "Дунавска цивилизация". Продължението й в Егейските култури и архаична Гърция са част от тази тематика. Харман счита, че в дунавския ареал още към петото хилядолетие пр. н.е. започва разработването на писменост, чието развитие е прекъснато от индо-еверопейското нашествие. От рано той обръща внимание и на ролята, която потопът в черно море вероятно е изиграл.

## „Загадките на дунавската цивилизация“
Специален интерес по отношение на българската история представлява книгата на Харман „Загадките на дунавската цивилизация“. В нея той доказва, че територията на днешните Сърбия, Северна Македония, България, Румъния и Гърция, като и части от Украйна и Унгария, са били обитавани от цивилизация, която — според Харман — развива първата писменост. Според археологическите открития, нейната поява може да бъде отнесена към 7 хилядолетие пр.н.е.
Харман твърди, че думи, които дотогава са били смятани за старогръцки, всъщност са „староевропейски“, и се използват и до днес в съвременните езици: камина, маслина, керамика, метал, химн и много други. Според него, писмеността на въпросната, „дунавска“, цивилизация се е появила 2000 години преди тази на шумерите. Харман също обръща внимание на развитието на металообработването и градоустройството, както и въобще на начина на живот на „староевропейците“, като белег за тяхната висока култура. Той твърди, че най-старото технологично обработено злато в света е именно златото, намерено във Варненския халколитен некропол, което съвременните методи и технологии датират към 4500 г. пр.н.е.. Това означава, че то е с 2000 години по-старо от златото, намерено в Египет.
В книгата Харман също разглежда използваните от староевропейците жилища. Те наподобявали днешните къщи, строени една до друга и делящи обща стена. Къщите били събрани в големи селища с добре развита инфраструктура. В едно подобно селище обичайно живеели от 7000 до 10 000 души. „При тях не е имало йерархия, а разделение на труда. За това съдим по гробовете. Когато дадена общност е разделена на елит и по-нисше съсловие, археолозите намират различни по богатство налози [sic] в отделните гробове. При староевропейците не се наблюдава подобно нещо“, пише Харман, представяйки едно мирно и хармонично, отново по неговите думи, „егалитарно общество“. Залеза на разглежданата староевропейската цивилизация Харман отдава на слабо развитото военно дело, което позволило на номадите, идващи от степите, да покорят и асимилират староевропейците.
Харман също обяснява защо тези нови археологически открития са се появили сравнително късно. „Още по времето на комунизма имаше археологически разкопки по тези земи, но с определени цели. Днес, след залеза на социалистическите идеи, се забелязва една друга насоченост. Хората търсят своите корени и копаят надалеч в миналото, чак до предисторията“, пише той.

## Избрана библиография
Пълна библиография на работите, които Харалд Харман е издал в периода 1970-2020, е компилирана в изданието Harald Haarmann, Sprache – Schrift – Kultur – Religion – Geschichte – Philosophie. Publikationen 1970-2020, Herausgegeben von LaBGC,  Hildesheim-Zurich-NY: Georg Olms Verlag, 2021
- "Einführung in die Donauschrift". Buske, Hamburg 2010, ISBN 978-3-87548-555-4.

Въведение в Дунавската писменост, Велико Търново: ПИК, 2023 (пр. от немски Н. Николова), ISBN 9789547362703 , (172 с.)
- „Das Rätsel der Donauzivilisation“, 2011, ISBN 978-3-406-62210-6

„Загадките на дунавската цивилизация: откриването на най-древната високоразвита цивилизация в Европа“, София: Борина, 2015, ISBN 978-954-500-305-9
- Plato's philosophy reaching beyond the limits of reason: contours of a contextual theory of truth'. Philosophische texte und studien, 121. Hildesheim; Zürich; New York: Olms-Weidmann, 2016. (376 p.) ISBN 978-3-487-15542-5.
- Auf den Spuren der Indoeuropäer. Von den neolithischen Steppennomaden bis zu den frühen Hochkulturen, München: C.H. Beck, 2016, ISBN 978-3-406-68824-9.

По следите на индоевропейците. От номадските племена през неолита до древните високоразвити култури, София: Захарий Стоянов, 2020, ISBN 978-954-09-1402-2 (487 стр.)
- Wer zivilisierte die Alten Griechen? Das Erbe der Alteuropäischen Hochkultur. Marix Verlag, Wiesbaden 2017, ISBN 978-3-7374-1065-6.

 Кой цивилизова древните гърци? Наследството от високоразвитата древноевропейска култура.
София: Захарий Стоянов, 2021, ISBN : 9789540915197 (464 стр.)
- Die Anfänge Roms, Wiesbaden: Marix verlag, 2019, ISBN 978-3-7374-1117-2.
- Vergessene Kulturen der Weltgeschichte, München: C.H.Beck, 2019, ISBN 978-3-406-73410-6.
- Advancement in Ancient Civilizations: Life, Culture, Science and Thought, McFarland, 2020
- Von Thera nach Atlantis. Die Geschichte hinter dem mythischen Inselreich, Wiesbaden:  Marix Verlag, 2022, ISBN 978-3-7374-1192-9.
- Geschichte der Sintflut: Auf den Spuren der frühen Zivilisationen,(2003); 4-то преработено изд.: Beck Paperback 1536, 2023[8]
- Die Erfindung des Rades: Als die Weltgeschichte ins Rollen kam,Beck Paperback 6497, 2023